# Amborella trichopoda
Amborella trichopoda Baill., 1869 è una pianta angiosperma endemica della foresta pluviale della Nuova Caledonia, unica specie vivente della famiglia Amborellaceae e dell'ordine Amborellales.
Apparsa sulla terra circa 130 milioni di anni fa, è considerata un vero e proprio fossile vivente. Di grande interesse filogenetico, viene ritenuto il taxon basale nell'albero filogenetico delle angiosperme, cioè la più antica di tutte le piante a fiore.

## Descrizione
È una specie legnosa sempreverde, con una altezza fino a 8 m. Le foglie sono alterne, lunghe 8-10 cm.
La specie è dioica ovvero con fiori unisessuali separati su individui differenti.
I fiori sono portati in infiorescenze terminali composte da 2 a 30 fiori e circondati da brattee.

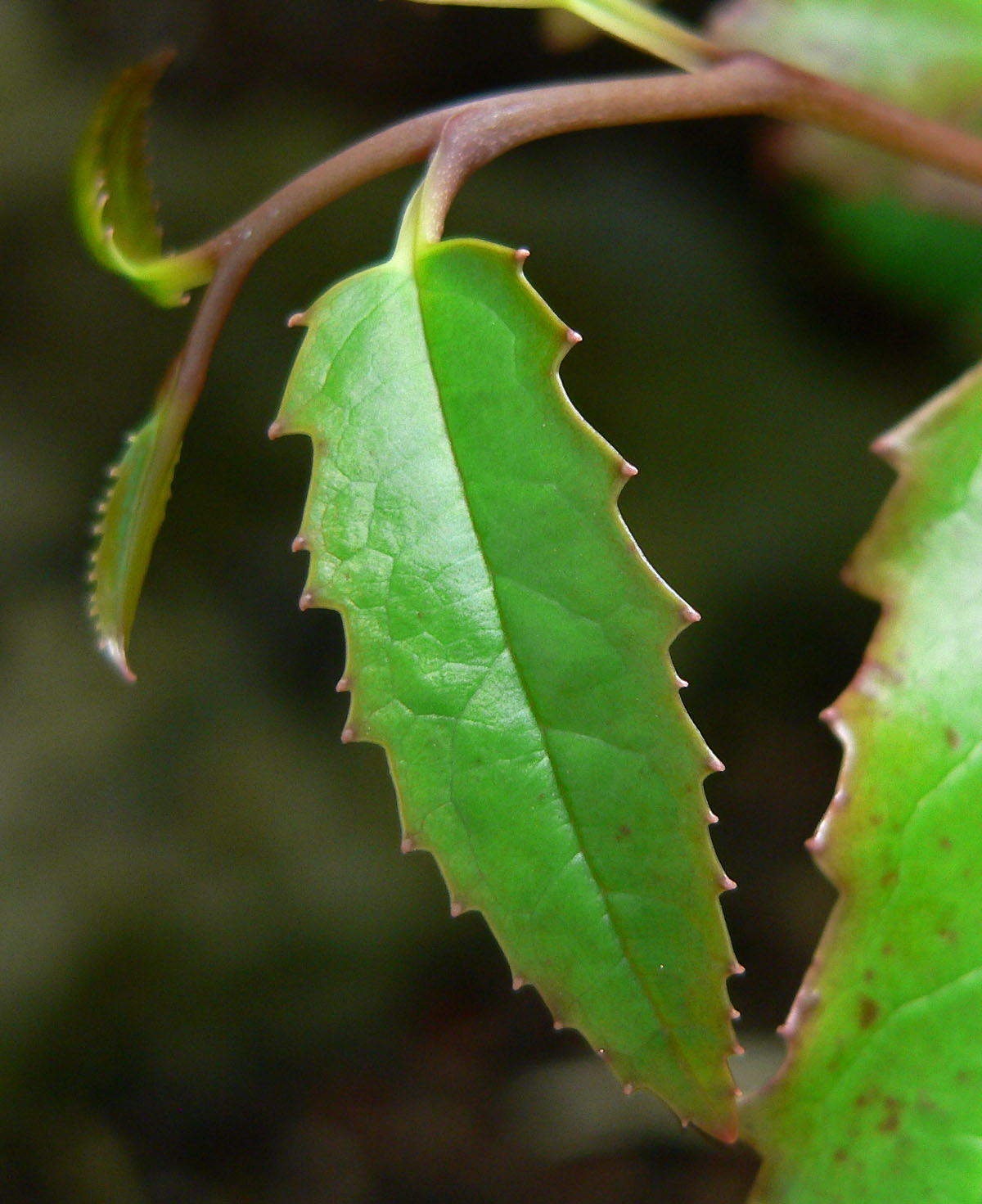
Foglie
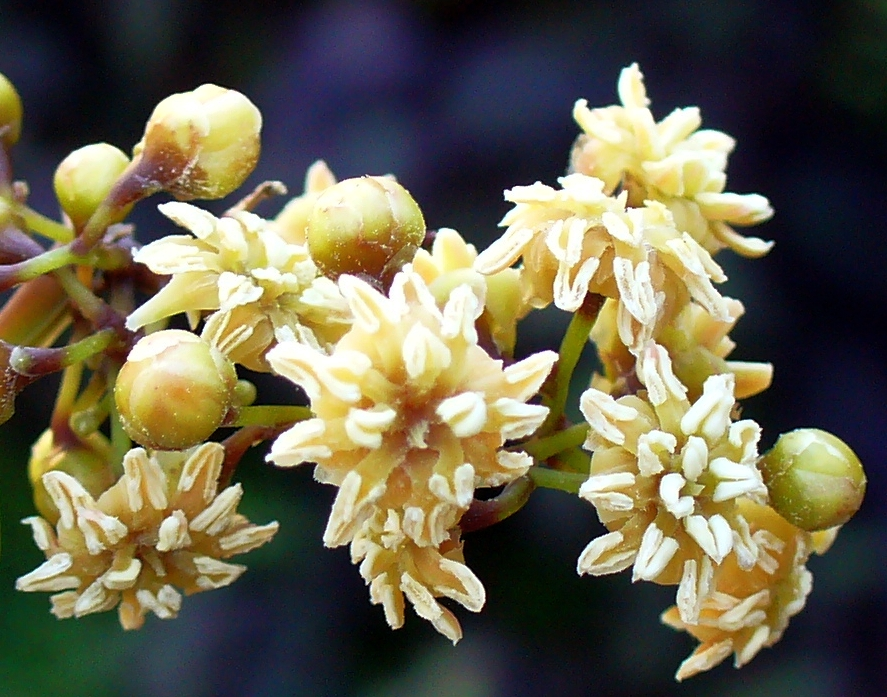
Fiori

## Amborella Genome Project
Il progetto internazionale Amborella Genome Project intende ricostruire il processo evolutivo che ha portato alle specie presenti attualmente nel nostro pianeta, cioè alla biodiversità. Scopo dello studio è anche quello di verificare la possibilità di migliorare le coltivazioni in agricoltura.